# Matt Derbyshire
Matthew Anthony Derbyshire (ur. 14 kwietnia 1986 w Blackburn) – angielski piłkarz grający na pozycji napastnika w Omonii Nikozja.

## Kariera klubowa
Derbyshire urodził się w Blackburn. Wychowywał się w małym amatorskim klubie Great Harwood Town, dla którego zdobył 9 goli w 18 spotkaniach. W 2003 roku przeszedł do Blackburn Rovers odrzucając tym samym ofertę Manchesteru United. W Premier League Derbyshire zadebiutował w rok później, 7 maja w przegranym 1:3 domowym spotkaniu z Fulham F.C. W tym samym sezonie był wypożyczony do Plymouth Argyle, jednak nie zdobył żadnego gola w rozgrywkach Championship.
Latem 2005 menedżer Blackburn Mark Hughes znów postanowił go wypożyczyć; tym razem trafił do Wrexham i przez rok występował na boiskach Football League Two. Tam osiągnął wysoką skuteczność i w 16 rozegranych meczach strzelił 10 bramek. W 2006 roku wrócił do Blackburn i coraz częściej wybiegał w pierwszym składzie zespołu. 1 stycznia 2007 zdobył pierwszego gola w Premiership, a Rovers pokonali na wyjeździe Wigan Athletic 3:1. Do końca sezonu jeszcze czterokrotnie wpisywał się na listę strzelców w lidze i pięciokrotnie w rozgrywkach Pucharu Anglii (w tym 2 gole w wygranym meczu z Luton Town).
29 stycznia 2009 roku Derbyshire został wypożyczony do greckiego Olympiakosu. Został z nim mistrzem kraju. 18 czerwca 2009 został wykupiony przez Olympiakos i podpisał z nim 4-letni kontrakt.
16 sierpnia 2010 roku został wypożyczony do Birminghamu City na jeden sezon z opcją pierwokupu. W klubie tym zadebiutował 21 sierpnia wchodząc w 66. minucie meczu Premier League z Blackburn Rovers za Nikolę Žigicia. Spotkanie zakończyło się zwycięstwem jego zespołu 2:1.
11 sierpnia 2011 podpisał trzyletni kontrakt z Nottingham Forest. Następnie grał w Oldham Athletic, Blackpool i Rotherham United.
W 2016 trafił do cypryjskiego klubu Omonia Nikozja. W sezonach 2016/2017 oraz 2017/2018 został królem strzelców ligi cypryjskiej.
| Sezon   | Klub              | Kraj   | Rozgrywki                 | Mecze | Bramki |
| ------- | ----------------- | ------ | ------------------------- | ----- | ------ |
| 2004/05 | Blackburn Rovers  | Anglia | Premier League            | 1     | 0      |
| 2004/05 | Plymouth Argyle   | Anglia | Championship              | 12    | 0      |
| 2005/06 | Wrexham           | Anglia | League Two                | 16    | 10     |
| 2006/07 | Blackburn Rovers  | Anglia | Premier League            | 22    | 5      |
| 2007/08 | Blackburn Rovers  | Anglia | Premier League            | 23    | 3      |
| 2008/09 | Blackburn Rovers  | Anglia | Premier League            | 17    | 2      |
| 2008/09 | Olympiakos SFP    | Grecja | Alpha Ethniki             | 7     | 5      |
| 2009/10 | Olympiakos SFP    | Grecja | Alpha Ethniki             | 19    | 6      |
| 2010/11 | Birmingham City   | Anglia | Premier League            | 13    | 0      |
| 2011/12 | Nottingham Forest | Anglia | Championship              | 15    | 1      |
| 2012/13 | Oldham Athletic   | Anglia | League One                | 18    | 4      |
| 2012/13 | Blackpool         | Anglia | Championship              | 12    | 0      |
| 2013/14 | Nottingham Forest | Anglia | Championship              | 29    | 7      |
| 2014/15 | Rotherham United  | Anglia | Championship              | 34    | 9      |
| 2015/16 | Rotherham United  | Anglia | Championship              | 35    | 8      |
| 2016/17 | Omonia Nikozja    | Cypr   | Protathlima A’ Kategorias | 33    | 24     |
| 2017/18 | Omonia Nikozja    | Cypr   | Protathlima A’ Kategorias | 33    | 23     |

## Kariera reprezentacyjna
1 lutego 2007 roku Derbyshire został powołany przez Stuarta Pearce’a do młodzieżowej reprezentacji Anglii U-21 na mecz z Hiszpanią. 24 marca wystąpił w spotkaniu z Włochami, zremisowanym 3:3 na Wembley, w którym zdobył trzeciego gola dla Anglików.